# Hespericerus alkani
Hespericerus alkani är en insektsart som beskrevs av Wagner 1958. Hespericerus alkani ingår i släktet Hespericerus och familjen dvärgstritar. Inga underarter finns listade i Catalogue of Life.